# Reine
Reine és un poble pescador i el centre administratiu del municipi de Moskenes al comtat de Nordland, Noruega. Es troba a l'illa de Moskenesøya a l'arxipèlag de les Lofoten, més amunt del cercle polar àrtic, uns 300 km al sud-oest de la ciutat de Tromsø. La superfície és de 0.29 km² i té una població de 307 habitants (2013). La densitat de població és de 1059 hab./km². L'Església de Reine serveix a la zona nord del municipi.

## Visió general
Reine ha estat un centre comercial des del 1743. Avui en dia, el turisme és important, i malgrat la seva localització remota, rep uns milers de visitants cada any. El poble està situat en un promontori just al costat de la carretera Ruta Europea E10, que passa a través del poble. Reine es troba immediatament al sud de Sakrisoya i Hamnøya.
La revista setmanal més gran de Noruega (Allers) va seleccionar Reine com el poble més bell de Noruega a la fi dels anys 70. Una fotografia sobre Reine des de la muntanya Reinebringen s'ha utilitzat per a la portada de diversos fulletons turístics i llibres.
El diari local és el Lofotposten.

## Galeria d'imatges

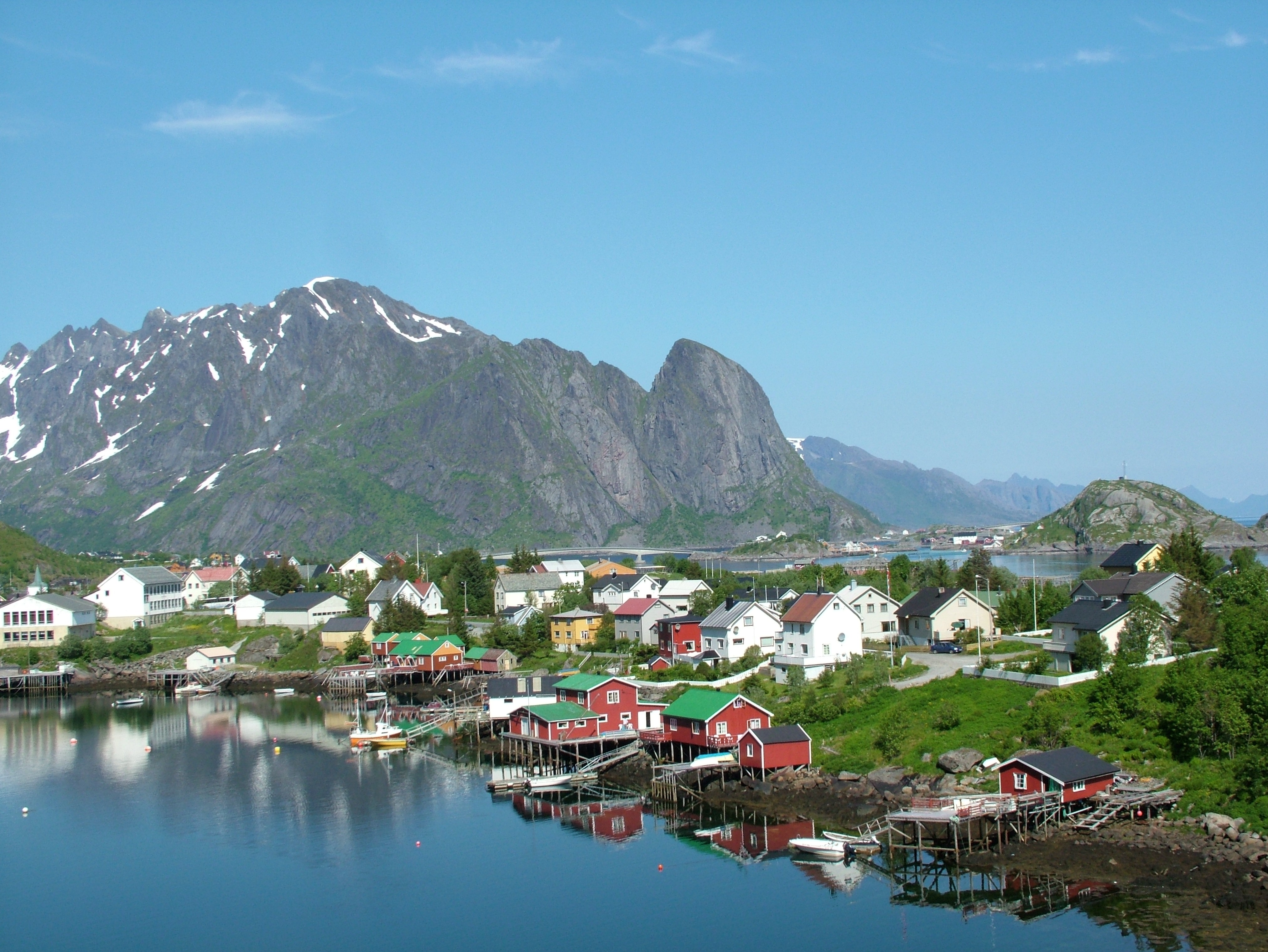
Reine el 2005
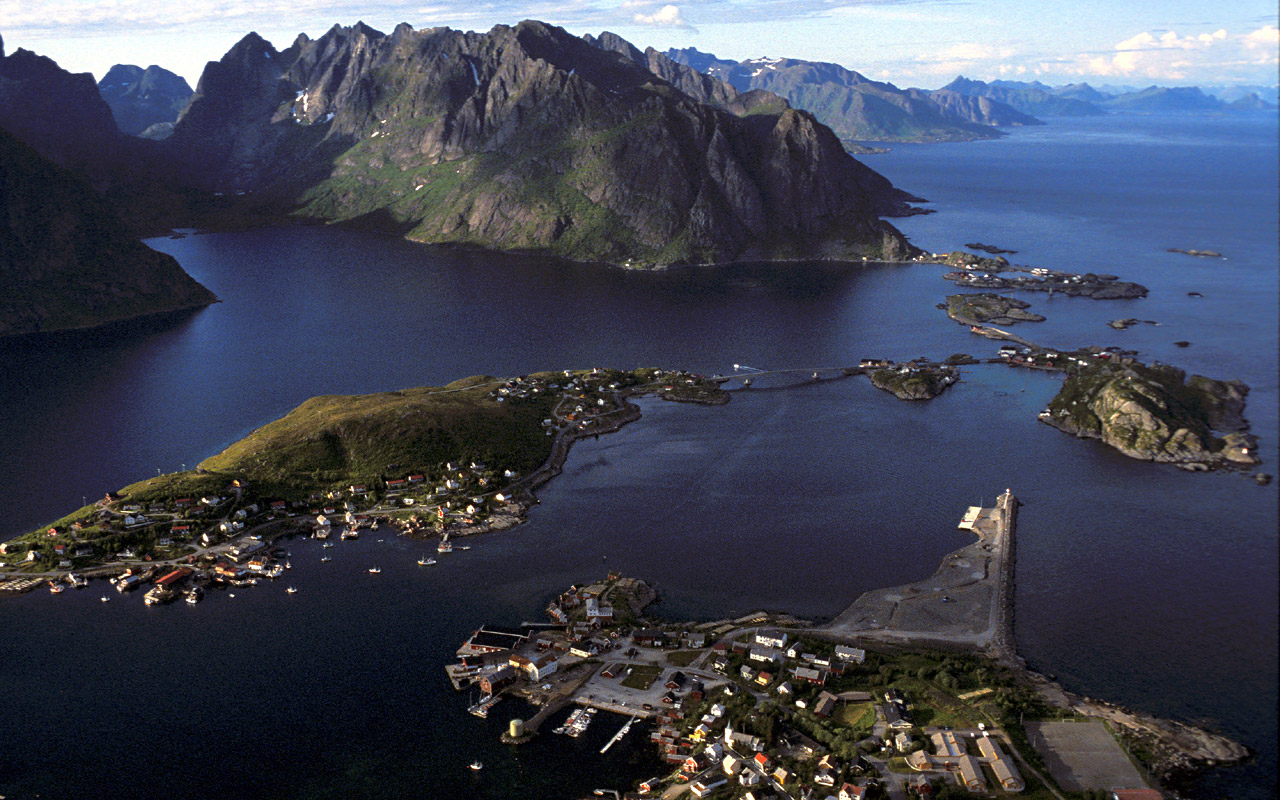
Reine vist des de Reinebringen
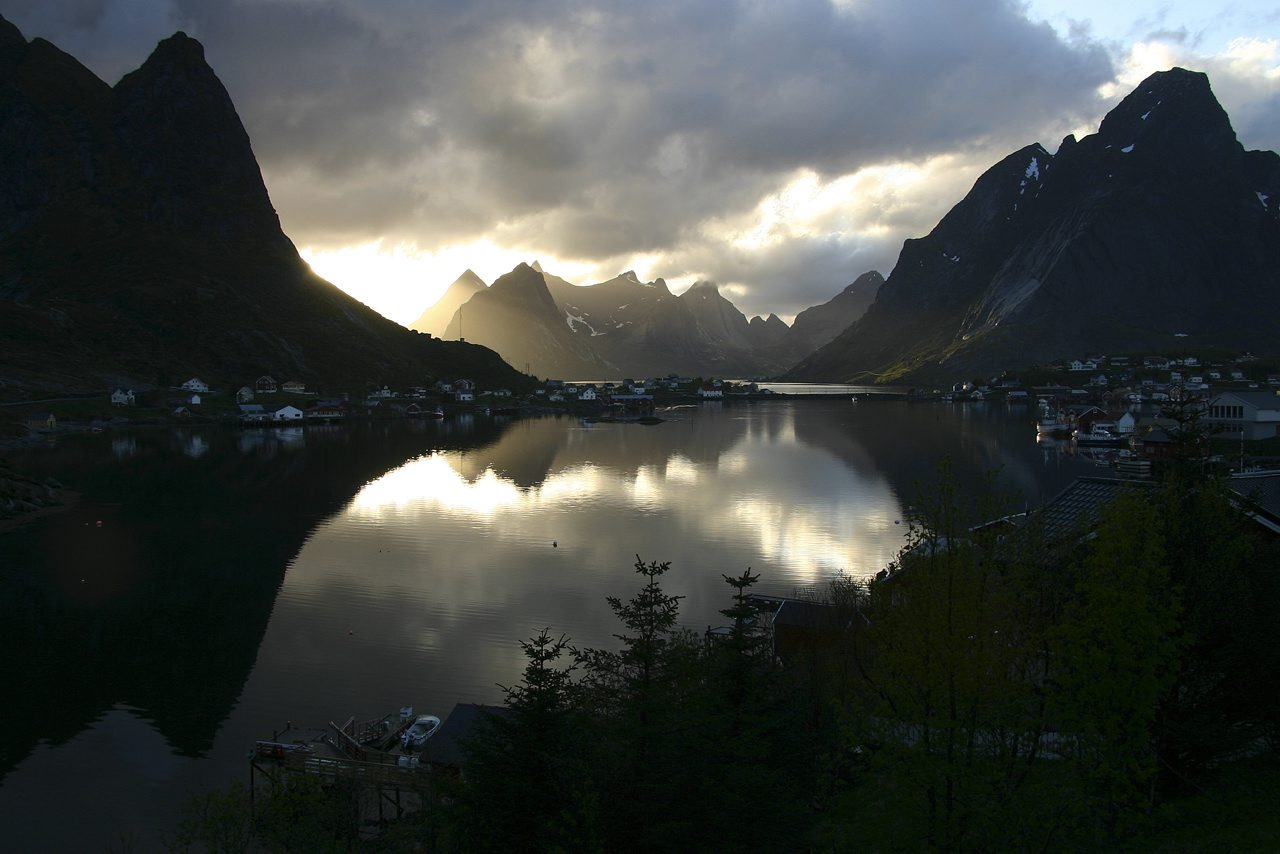
Reine de nit (sol de mitjanit)
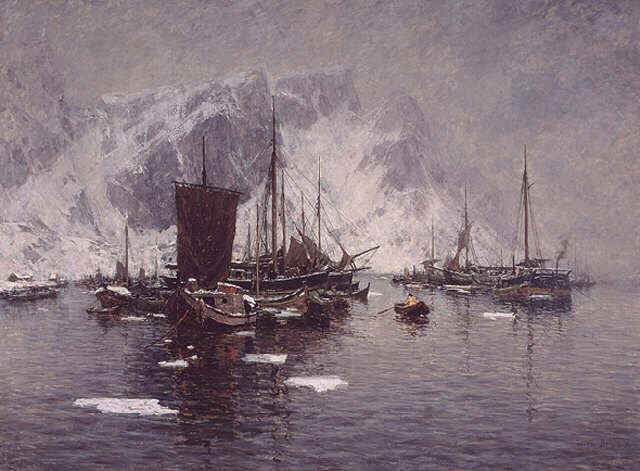
La flota pesquera de Reine, Gunnar Berg (1863–93)
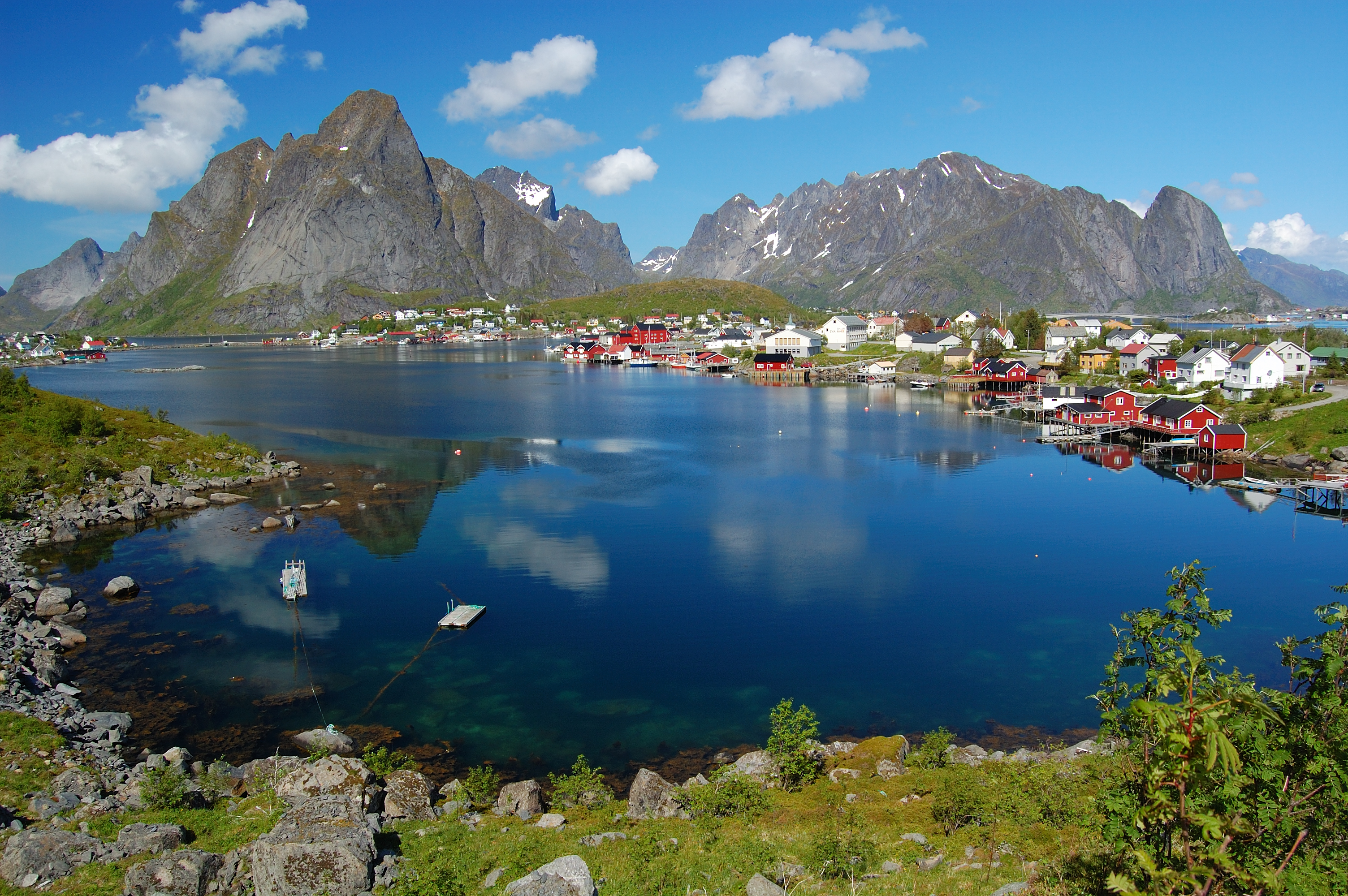
Vista de Reine
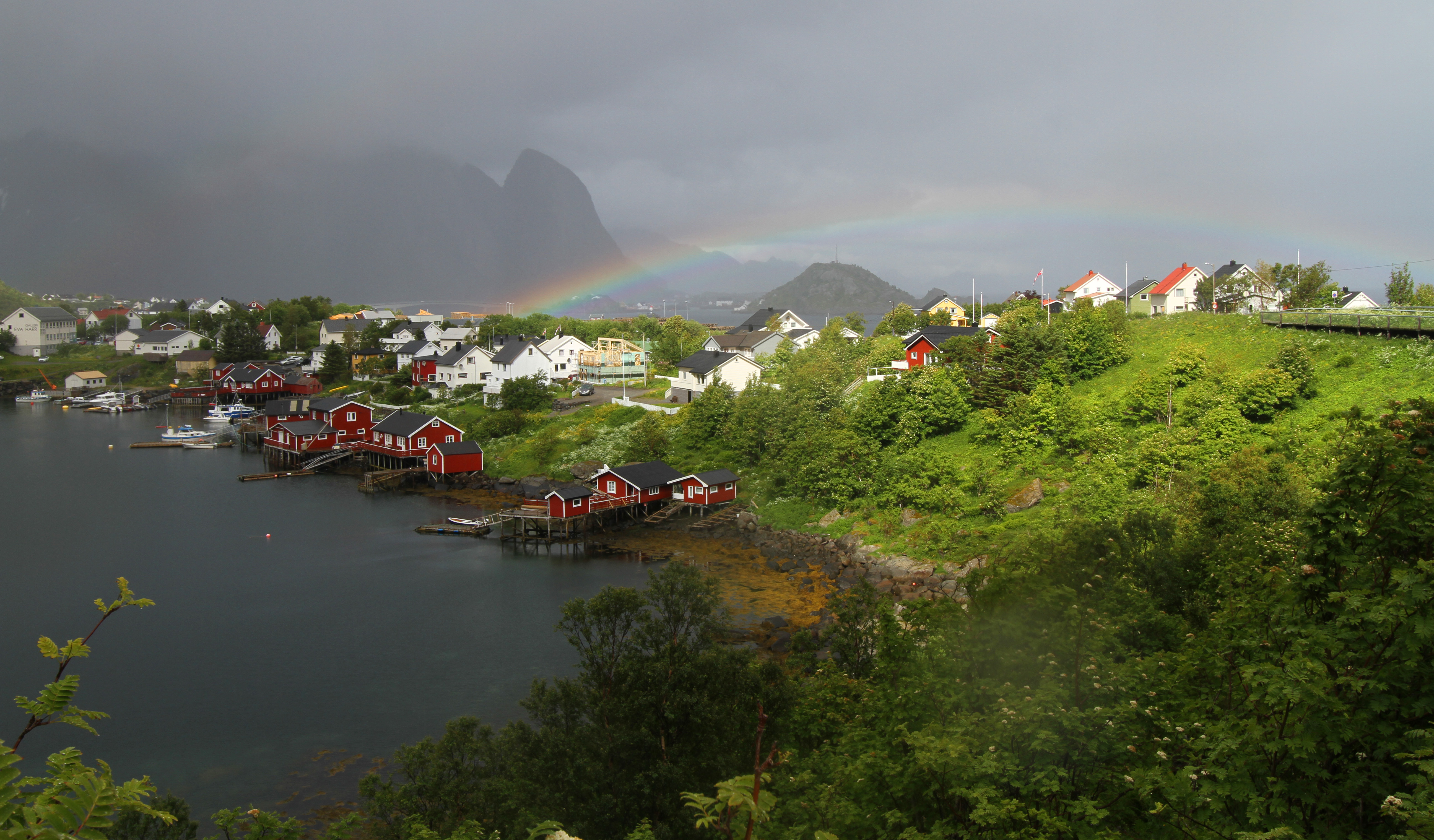
Vista de Reine